# Attaque de drones houthis contre Israël en 2024
Des militants houthis yéménites ont mené une attaque de drone contre Israël le 19 juillet 2024, touchant un immeuble d'appartements près de la succursale de l'ambassade américaine à Tel Aviv, la capitale économique d'Israël, dans la rue Ben Yehuda. L'attaque du drone a tué une personne dans son immeuble et en a blessé 10 autres.   Le drone a été repéré mais pas intercepté en raison de ce qu'Israël a attribué à une erreur humaine, les Houthis affirmant qu'ils avaient développé un drone capable d'échapper au Dôme de Fer. La sirène d'alerte aérienne n'a pas non plus été activée. 
Cette attaque est la première à atteindre sa cible avec succès, les tentatives précédentes ayant été interceptées soit par les défenses israéliennes, soit par les alliés occidentaux présents dans la région. L'armée israélienne a réagi un jour plus tard en frappant la ville portuaire yéménite de Hodeidah. 

## Contexte
Le 19 octobre 2023, les Houthis ont tiré une salve de roquettes et de drones sur le territoire israélien, exigeant la fin de l'invasion israélienne de Gaza. Ces projectiles ont été interceptés par le système de défense antimissile israélien Arrow, manquant leurs cibles prévues. Par la suite, les Houthis ont intensifié leurs attaques contre des navires en Mer Rouge qu’ils considéraient comme associés à Israël ou à ses alliés étrangers, perturbant l’une des voies de navigation les plus fréquentées au monde pour le commerce mondial. En décembre 2023, les États-Unis et plusieurs alliés occidentaux ont lancé des opérations en mer Rouge pour contrecarrer les attaques contre les navires en provenance du territoire yéménite et assurer la sécurité des routes maritimes. Malgré ces efforts, la campagne n’a pas atteint ses objectifs. 

## Événements
Le porte-parole militaire des Houthis, Yahya Saree, a déclaré que l'avion était un nouveau type de drone, nommé « Jaffa », capable de voler « sans être détecté à travers les vastes systèmes de défense aérienne d'Israël ». L'armée israélienne soupçonne que le drone était un Samad-3 de fabrication iranienne modifié par les Houthis pour transporter plus de carburant (pour une plus grande portée) en échange d'une ogive plus petite. Le drone a été repéré mais pas intercepté. Israël a affirmé que cela était dû à une erreur humaine, tandis que les Houthis ont affirmé avoir fabriqué un drone capable de contourner le Dôme de Fer. De même, aucune sirène d’alerte aérienne n’a été déclenchée. 
Selon l'agence de presse Associated Press, l'attaque marque la première réussite à atteindre la cible, les autres ayant été « interceptées soit par les défenses israéliennes, soit par des alliés occidentaux avec des forces stationnées dans la région ». De même, selon Ibrahim al-Marashi, professeur associé à l'Université d'État de Californie, l'attaque des Houthis a marqué une victoire et symbolique dans la mesure où c'était la première fois que le groupe entrait sur le territoire israélien depuis le début des hostilités en octobre 2023, échappant aux systèmes de défense aérienne israéliens et causant des dégâts. 
Une vidéo de l'explosion a révélé des éclats de verre éparpillés sur les trottoirs, tandis que des spectateurs se rassemblaient près d'un bâtiment marqué par l'explosion. La zone a été bouclée par la police. L'armée israélienne a déclaré avoir ouvert une enquête sur l'attaque de drone ayant provoqué une « grande explosion » près du bureau de l'ambassade américaine et qu'elle déterminerait pourquoi les systèmes de défense aérienne du pays n'ont pas été activés pour intercepter la « cible aérienne ». Les militants houthis ont déclaré que l'attaque de Tel-Aviv marquait le début de la cinquième phase de leur conflit avec Israël. 
Le Hezbollah a salué l'événement comme une victoire pour le « peuple palestinien opprimé » et ses combattants. Ils ont mentionné que les combattants yéménites soutenaient les « courageux combattants palestiniens » à Gaza, qui « défendent tous les peuples et toutes les nations du monde arabe et islamique ». Le leader de l'opposition israélienne Yair Lapid a critiqué l'attaque, affirmant qu'elle démontrait une fois de plus l'incapacité du gouvernement actuel à assurer la sécurité des israéliens. 
Le 20 juillet 2024, des avions israéliens ont frappé des installations militaires et de raffinage de pétrole dans le port de Hodeïda en représailles,,.   